# Havnø Mølle
Havnø Mølle ligger ved Mariager Fjord, øst for Hadsund og syd for landsbyen Visborg. 
Den er en herregårdsmølle, som blev bygget i 1842 af Havnø gods som en hollandsk vindmølle.
Møllen er Nordjyllands ældste bevarede vindmølle; den var i drift til omkring 1927.
Møllen blev i 1994 skænket af Havnø gods til Museumsforeningen for Hadsund og Omegn og blev gennemrestaureret fra 1995 til 2001.
Møllen drives nu som arbejdende museumsmølle af Møllehistorisk Samling i samarbejde med Havnø Møllelaug, der er en gruppe frivillige møllepassere. 
Havnø Mølle blev fredet i 1964.
Havnø ligger på en 100 x 25 meter stor køkkenmødding.

## Eksterne kilder og henvisninger
- Wikimedia Commons har flere filer relateret til Havnø Mølle
- Museum for Havnø Mølle
- Havnø Mølles historie Arkiveret 29. december 2013 hos  Wayback Machine
- Fjorden i oldtiden Arkiveret 17. oktober 2012 hos  Wayback Machine
- Fredningssagen på Kulturarvsstyrelsens hjemmeside

56°42′49.51″N 10°9′53.71″Ø / 56.7137528°N 10.1649194°Ø